# Recording the Angel
Recording the Angel es el nombre de una serie de conciertos del grupo inglés de música electrónica Depeche Mode, correspondientes a la gira Touring the Angel realizada durante 2005-2006 con motivo de su álbum Playing the Angel de 2005, grabados y puestos a la venta en formato de doble CD, aunque solo en ediciones limitadas y exclusivas, o bien como descargas de Internet.
Los conciertos fueron capturados y comercializados por la empresa británica Live Here Now, productora del tour de DM.

## Descripción
Los conciertos publicados con el título Recording the Angel son en total cuarenta y tres, y aunque no son todos los de la gira Touring the Angel si son prácticamente la tercera parte, correspondientes únicamente a la extensión 2006 de la gira llamada Open Air.
La mecánica consistió en grabarlos, con solo un tanto menos calidad de la normalmente puesta en un concierto preparado para ser publicado como álbum en vivo, editarlos en tirajes contados y en un tiempo relativamente corto ponerlos no a la venta general sino bajo diversos métodos en las propias plazas en donde fueron capturados, de ahí su nombre genérico Grabando el Angel; de hecho, inicialmente se había anunciado que cada uno sería grabado e inmediatamente la misma noche a la salida de cada concierto puesto a la venta en quioscos, lo cual evidentemente fue irrealizable.
En realidad, originalmente se había anunciado que serían grabados cincuenta destinos de la gira, pero eventualmente solo cuarenta y tres pudieron serlo. No todos pudieron ser grabados por las más diversas razones, un par de ellos en Estados Unidos debieron ser cancelados por una laringitis que padeció Dave Gahan en el transcurso de la gira; el único que se realizaría en Portugal no se llevó a cabo porque no se pudo llegar a un acuerdo con la promotora de allá y la banda ni siquiera pisó suelo portugués; el concierto en la ciudad de Tel Aviv sería el cierre de la gira y la primera visita de DM a Israel, pero debido a un nuevo brote de violencia en la región por simple seguridad de los integrantes fue cancelado. Los restantes tres sencillamente no se llevaron a cabo.
Los cuarenta y tres discos aparecen todos como doble CD. El otro factor común de cada uno de los cuarenta y tres conciertos, además del título, es que todos cuentan con una misma portada diseñada por Anton Corbijn.
El único concierto de la gira grabado de manera profesional y puesto a la venta general, apareció con el nombre Touring the Angel: Live in Milan, y no corresponde a ninguno de los capturados como Recording the Angel.

## Créditos
David Gahan - primer vocalista.
Martin Gore - segundo vocalista, guitarras eléctrica y acústica, sintetizador y segunda voz.
Andrew Fletcher - sintetizador.
Peter Gordeno - sintetizador y apoyo vocal.
Christian Eigner - batería.

## Conciertos lanzados

### Anfiteatro Shoreline,Mountain View,Estados Unidos
Concierto celebrado el 27 de abril de 2006.
Listado de canciones
| Disco uno 1. Intro 2. A Pain That I'm Used To 3. A Question of Time 4. Suffer Well 5. Precious 6. Walking in My Shoes 7. Stripped 8. Home 9. In Your Room 10. Nothing's Impossible 11. I Feel You | Disco dos 1. Behind the Wheel 2. World in My Eyes 3. Personal Jesus 4. Enjoy the Silence 5. Shake the Disease 6. Photographic 7. Never Let Me Down Again |

### Festival Coachella, Indio,California,Estados Unidos
Concierto celebrado el 29 de abril de 2006.
Listado de canciones
| Disco uno 1. Intro 2. A Pain That I'm Used To 3. A Question of Time 4. Suffer Well 5. Precious 6. Walking in My Shoes 7. Stripped 8. Home 9. In Your Room 10. Nothing's Impossible 11. I Feel You | Disco dos 1. Behind the Wheel 2. World in My Eyes 3. Personal Jesus 4. Enjoy the Silence 5. Shake the Disease 6. Photographic 7. Never Let Me Down Again |

### Las Vegas,Nevada, Estados Unidos
Concierto celebrado el 30 de abril de 2006.
Listado de canciones
| Disco uno 1. Intro 2. A Pain That I'm Used To 3. A Question of Time 4. Suffer Well 5. Precious 6. Walking in My Shoes 7. Stripped 8. Home 9. Blue Dress 10. In Your Room 11. Nothing's Impossible | Disco dos 1. John the Revelator 2. I Feel You 3. Behind the Wheel 4. World in My Eyes 5. Personal Jesus 6. Enjoy the Silence 7. Shake the Disease 8. Photographic 9. Never Let Me Down Again |

### Foro Solde laCiudad de México
Concierto celebrado el 4 de mayo de 2006.
Listado de canciones
| Disco uno 1. Intro 2. A Pain That I'm Used To 3. A Question of Time 4. Suffer Well 5. Precious 6. Walking in My Shoes 7. Stripped 8. Home 9. Blue Dress 10. In Your Room 11. Nothing's Impossible | Disco dos 1. John the Revelator 2. I Feel You 3. Behind the Wheel 4. World in My Eyes 5. Personal Jesus 6. Enjoy the Silence 7. Shake the Disease 8. Photographic 9. Never Let Me Down Again |

Concierto celebrado el 5 de mayo de 2006.
Listado de canciones
| Disco uno 1. Intro 2. A Pain That I'm Used To 3. A Question of Time 4. Suffer Well 5. Precious 6. Walking in My Shoes 7. Stripped 8. Home 9. Judas 10. In Your Room 11. The Sinner in Me | Disco dos 1. John the Revelator 2. I Feel You 3. Behind the Wheel 4. World in My Eyes 5. Personal Jesus 6. Enjoy the Silence 7. Leave in Silence 8. Just Can't Get Enough 9. Never Let Me Down Again |

### Arena Monterrey,Nuevo León,México
Concierto celebrado el 7 de mayo de 2006.
Listado de canciones
| Disco uno 1. Intro 2. A Pain That I'm Used To 3. A Question of Time 4. Suffer Well 5. Precious 6. Walking in My Shoes 7. Stripped 8. Home 9. It Doesn't Matter Two 10. In Your Room | Disco dos 1. Nothing's Impossible 2. I Feel You 3. Behind the Wheel 4. World in My Eyes 5. Personal Jesus 6. Enjoy the Silence 7. Shake the Disease 8. Photographic 9. Never Let Me Down Again |

### Anfiteatro Jones Beach, Wantaugh, Estados Unidos
Concierto celebrado el 13 de mayo de 2006.
Listado de canciones
| Disco uno 1. Intro 2. A Pain That I'm Used To 3. A Question of Time 4. Suffer Well 5. Precious 6. Walking in My Shoes 7. Stripped 8. Home 9. Judas 10. In Your Room | Disco dos 1. Nothing's Impossible 2. I Feel You 3. Behind the Wheel 4. World in My Eyes 5. Personal Jesus 6. Enjoy the Silence 7. Shake the Disease 8. Photographic 9. Never Let Me Down Again |

### PNC BankArts Center, Holmdel, Estados Unidos
Concierto celebrado el 14 de mayo de 2006.
Listado de canciones
| Disco uno 1. Intro 2. A Pain That I'm Used To 3. A Question of Time 4. Suffer Well 5. Precious 6. Walking in My Shoes 7. Stripped 8. Home 9. It Doesn't Matter Two 10. In Your Room | Disco dos 1. The Sinner in Me 2. I Feel You 3. Behind the Wheel 4. World in My Eyes 5. Personal Jesus 6. Enjoy the Silence 7. Leave in Silence 8. Photographic 9. Just Can't Get Enough 10. Never Let Me Down Again |

### Bell Centre,Montreal,Canadá
Concierto celebrado el 17 de mayo de 2006.
Listado de canciones
| Disco uno 1. Intro 2. A Pain That I'm Used To 3. A Question of Time 4. Suffer Well 5. Precious 6. Walking in My Shoes 7. Stripped 8. Home 9. Judas 10. In Your Room | Disco dos 1. Nothing's Impossible 2. I Feel You 3. John the Revelator 4. Behind the Wheel 5. World in My Eyes 6. Personal Jesus 7. Enjoy the Silence 8. Shake the Disease 9. Photographic 10. Never Let Me Down Again |

### Air Canada Centre,Toronto,Canadá
Concierto celebrado el 18 de mayo de 2006.
Listado de canciones
| Disco uno 1. Intro 2. A Pain That I'm Used To 3. A Question of Time 4. Suffer Well 5. Precious 6. Walking in My Shoes 7. Stripped 8. Home 9. It Doesn't Matter Two 10. In Your Room 11. Nothing's Impossible | Disco dos 1. John the Revelator 2. I Feel You 3. Behind the Wheel 4. World in My Eyes 5. Personal Jesus 6. Enjoy the Silence 7. Shake the Disease 8. Photographic 9. Never Let Me Down Again |

### Borgata Resort,Atlantic City,Nueva Jersey, Estados Unidos
Concierto celebrado el 20 de mayo de 2006.
Listado de canciones
| Disco uno 1. Intro 2. A Pain That I'm Used To 3. A Question of Time 4. Suffer Well 5. Precious 6. Walking in My Shoes 7. Stripped 8. Home 9. Judas 10. In Your Room 11. Nothing's Impossible | Disco dos 1. John the Revelator 2. I Feel You 3. Behind the Wheel 4. World in My Eyes 5. Personal Jesus 6. Enjoy the Silence 7. Shake the Disease 8. Photographic 9. Never Let Me Down Again |

### Nissan Pavillion,Washington D. C., Estados Unidos
Concierto celebrado el 21 de mayo de 2006.
Listado de canciones
| Disco uno 1. Intro 2. A Pain That I'm Used To 3. A Question of Time 4. Suffer Well 5. Precious 6. Walking in My Shoes 7. Stripped 8. Home 9. It Doesn't Matter Two 10. In Your Room 11. Nothing's Impossible | Disco dos 1. John the Revelator 2. I Feel You 3. Behind the Wheel 4. World in My Eyes 5. Personal Jesus 6. Enjoy the Silence 7. Leave in Silence 8. Photographic 9. Never Let Me Down Again |

### Rock Im Park,Núremberg,Alemania
Concierto celebrado el 2 de junio de 2006.
Listado de canciones
| Disco uno 1. Intro 2. A Pain That I'm Used To 3. A Question of Time 4. Suffer Well 5. Precious 6. Walking in My Shoes 7. Stripped 8. Home 9. In Your Room 10. Nothing's Impossible 11. John the Revelator | Disco dos 1. I Feel You 2. Behind the Wheel 3. World in My Eyes 4. Personal Jesus 5. Enjoy the Silence 6. It Doesn't Matter Two 7. Photographic 8. Never Let Me Down Again |

### FestivalRock am Ring,Nürburgring,Alemania
Concierto celebrado el 4 de junio de 2006.
Listado de canciones
| Disco uno 1. Intro 2. A Pain That I'm Used To 3. A Question of Time 4. Suffer Well 5. Precious 6. Walking in My Shoes 7. Stripped 8. Home 9. In Your Room 10. Nothing's Impossible 11. John the Revelator | Disco dos 1. I Feel You 2. Behind the Wheel 3. World in My Eyes 4. Personal Jesus 5. Enjoy the Silence 6. Judas 7. Photographic 8. Never Let Me Down Again |

### Weserstadion,Bremen,Alemania
Concierto celebrado el 5 de junio de 2006.
Listado de canciones
| Disco uno 1. Intro 2. A Pain That I'm Used To 3. A Question of Time 4. Suffer Well 5. Precious 6. Walking in My Shoes 7. Stripped 8. Home 9. It Doesn't Matter Two 10. In Your Room 11. Nothing's Impossible 12. John the Revelator | Disco dos 1. I Feel You 2. Behind the Wheel 3. World in My Eyes 4. Personal Jesus 5. Enjoy the Silence 6. Leave in Silence 7. Photographic 8. Never Let Me Down Again |

### Estadio Aarhus,Dinamarca
Concierto celebrado el 7 de junio de 2006.
Listado de canciones
| Disco uno 1. Intro 2. A Pain That I'm Used To 3. A Question of Time 4. Suffer Well 5. Precious 6. Walking in My Shoes 7. Stripped 8. Home 9. It Doesn't Matter Two 10. In Your Room 11. Nothing's Impossible 12. John the Revelator | Disco dos 1. I Feel You 2. Behind the Wheel 3. World in My Eyes 4. Personal Jesus 5. Enjoy the Silence 6. Leave in Silence 7. Photographic 8. Never Let Me Down Again |

### Estadio Varsovia Legia,Varsovia,Polonia
Concierto celebrado el 9 de junio de 2006.
Listado de canciones
| Disco uno 1. Intro 2. A Pain That I'm Used To 3. A Question of Time 4. Suffer Well 5. Precious 6. Walking in My Shoes 7. Stripped 8. Home 9. It Doesn't Matter Two 10. In Your Room 11. Nothing's Impossible 12. John the Revelator | Disco dos 1. I Feel You 2. Behind the Wheel 3. World in My Eyes 4. Personal Jesus 5. Enjoy the Silence 6. Leave in Silence 7. Photographic 8. Never Let Me Down Again |

### Estadio InterBratislava,Eslovaquia
Concierto celebrado el 11 de junio de 2006.
Listado de canciones
| Disco uno 1. Intro 2. A Pain That I'm Used To 3. A Question of Time 4. Suffer Well 5. Precious 6. Walking in My Shoes 7. Stripped 8. Home 9. It Doesn't Matter Two 10. In Your Room 11. Nothing's Impossible 12. John the Revelator | Disco dos 1. I Feel You 2. Behind the Wheel 3. World in My Eyes 4. Personal Jesus 5. Enjoy the Silence 6. Leave in Silence 7. Photographic 8. Never Let Me Down Again |

### Estadio Ferenc Puskás,Budapest,Hungría
Concierto celebrado el 12 de junio de 2006.
Listado de canciones
| Disco uno 1. Intro 2. A Pain That I'm Used To 3. A Question of Time 4. Suffer Well 5. Precious 6. Walking in My Shoes 7. Stripped 8. Home 9. Judas 10. In Your Room 11. Nothing's Impossible 12. John the Revelator | Disco dos 1. I Feel You 2. Behind the Wheel 3. World in My Eyes 4. Personal Jesus 5. Enjoy the Silence 6. Leave in Silence 7. Photographic 8. Never Let Me Down Again |

### Estadio Bezigrad,Liubliana,Eslovenia
Concierto celebrado el 14 de junio de 2006.
Listado de canciones
| Disco uno 1. Intro 2. A Pain That I'm Used To 3. A Question of Time 4. Suffer Well 5. Precious 6. Walking in My Shoes 7. Stripped 8. Home 9. It Doesn't Matter Two 10. In Your Room 11. Nothing's Impossible 12. John the Revelator | Disco dos 1. I Feel You 2. Behind the Wheel 3. World in My Eyes 4. Personal Jesus 5. Enjoy the Silence 6. Shake the Disease 7. Photographic 8. Never Let Me Down Again |

### Festival Heineken Jammin',Imola,Italia
Concierto celebrado el 16 de junio de 2006.
Listado de canciones
| Disco uno 1. Intro 2. A Pain That I'm Used To 3. A Question of Time 4. Suffer Well 5. Precious 6. Walking in My Shoes 7. Stripped 8. Home 9. In Your Room 10. John the Revelator | Disco dos 1. I Feel You 2. Behind the Wheel 3. World in My Eyes 4. Personal Jesus 5. Enjoy the Silence 6. Shake the Disease 7. Photographic 8. Never Let Me Down Again |

### Festival Greenfield,Interlaken,Suiza
Concierto celebrado el 17 de junio de 2006.
Listado de canciones
| Disco uno 1. Intro 2. A Pain That I'm Used To 3. A Question of Time 4. Suffer Well 5. Precious 6. Walking in My Shoes 7. Stripped 8. Home 9. In Your Room 10. John the Revelator | Disco dos 1. I Feel You 2. Behind the Wheel 3. World in My Eyes 4. Personal Jesus 5. Enjoy the Silence 6. Shake the Disease 7. Photographic 8. Never Let Me Down Again |

### Estadio Lokomotiv,Sofía,Bulgaria
Concierto celebrado el 21 de junio de 2006.
Listado de canciones
| Disco uno 1. Intro 2. A Pain That I'm Used To 3. A Question of Time 4. Suffer Well 5. Precious 6. Walking in My Shoes 7. Stripped 8. Home 9. It Doesn't Matter Two 10. In Your Room 11. Nothing's Impossible 12. John the Revelator | Disco dos 1. I Feel You 2. Behind the Wheel 3. World in My Eyes 4. Personal Jesus 5. Enjoy the Silence 6. Shake the Disease 7. Photographic 8. Never Let Me Down Again |

### Estadio Nacional "Lia Manoliu",Bucarest,Rumania
Concierto celebrado el 23 de junio de 2006.
Listado de canciones
| Disco uno 1. Intro 2. A Pain That I'm Used To 3. A Question of Time 4. Suffer Well 5. Precious 6. Walking in My Shoes 7. Stripped 8. Home 9. It Doesn't Matter Two 10. In Your Room 11. Nothing's Impossible 12. John the Revelator | Disco dos 1. I Feel You 2. Behind the Wheel 3. World in My Eyes 4. Personal Jesus 5. Enjoy the Silence 6. Leave in Silence 7. Photographic 8. Never Let Me Down Again |

### Festival Wireless,Londres,Inglaterra
Concierto celebrado el 25 de junio de 2006.
Listado de canciones
| Disco uno 1. Intro 2. A Pain That I'm Used To 3. A Question of Time 4. Suffer Well 5. Precious 6. Walking in My Shoes 7. Stripped 8. Home 9. In Your Room 10. John the Revelator | Disco dos 1. I Feel You 2. Behind the Wheel 3. World in My Eyes 4. Personal Jesus 5. Enjoy the Silence 6. Shake the Disease 7. Photographic 8. Never Let Me Down Again |

### The Point,Dublín,Irlanda
Concierto celebrado el 26 de junio de 2006.
Listado de canciones
| Disco uno 1. Intro 2. A Pain That I'm Used To 3. A Question of Time 4. Suffer Well 5. Precious 6. Walking in My Shoes 7. Stripped 8. Home 9. It Doesn't Matter Two 10. In Your Room 11. Nothing's Impossible 12. John the Revelator | Disco dos 1. I Feel You 2. Behind the Wheel 3. World in My Eyes 4. Personal Jesus 5. Enjoy the Silence 6. Leave in Silence 7. Photographic 8. Never Let Me Down Again |

### Waldbühne,Berlín,Alemania
Concierto celebrado el 28 de junio de 2006.
Listado de canciones
| Disco uno 1. Intro 2. A Pain That I'm Used To 3. A Question of Time 4. Suffer Well 5. Precious 6. Walking in My Shoes 7. Stripped 8. Home 9. It Doesn't Matter Two 10. In Your Room 11. Nothing's Impossible 12. John the Revelator | Disco dos 1. I Feel You 2. Behind the Wheel 3. World in My Eyes 4. Personal Jesus 5. Enjoy the Silence 6. Leave in Silence 7. Photographic 8. Never Let Me Down Again |

### City Square,Arrás,Francia
Concierto celebrado el 29 de junio de 2006.
Listado de canciones
| Disco uno 1. Intro 2. A Pain That I'm Used To 3. A Question of Time 4. Suffer Well 5. Precious 6. Walking in My Shoes 7. Stripped 8. Home 9. It Doesn't Matter Two 10. In Your Room 11. Nothing's Impossible 12. John the Revelator | Disco dos 1. I Feel You 2. Behind the Wheel 3. World in My Eyes 4. Personal Jesus 5. Enjoy the Silence 6. Shake the Disease 7. Photographic 8. Never Let Me Down Again |

### Eurockéennes,Belfort,Francia
Concierto celebrado el 1 de julio de 2006.
Listado de canciones
| Disco uno 1. Intro 2. A Pain That I'm Used To 3. A Question of Time 4. Suffer Well 5. Precious 6. Walking in My Shoes 7. Stripped 8. Home 9. In Your Room 10. John the Revelator | Disco dos 1. I Feel You 2. Behind the Wheel 3. World in My Eyes 4. Personal Jesus 5. Enjoy the Silence 6. Shake the Disease 7. Photographic 8. Never Let Me Down Again |

### Festival Werchter,Bélgica
Concierto celebrado el 2 de julio de 2006.
Listado de canciones
| Disco uno 1. Intro 2. A Pain That I'm Used To 3. A Question of Time 4. Suffer Well 5. Precious 6. Walking in My Shoes 7. Stripped 8. Home 9. In Your Room 10. John the Revelator | Disco dos 1. I Feel You 2. Behind the Wheel 3. World in My Eyes 4. Personal Jesus 5. Enjoy the Silence 6. Leave in Silence 7. Photographic 8. Never Let Me Down Again |

### Estadio Olímpico de Estocolmo,Estocolmo,Suecia
Concierto celebrado el 7 de julio de 2006.
Listado de canciones
| Disco uno 1. Intro 2. A Pain That I'm Used To 3. A Question of Time 4. Suffer Well 5. Precious 6. Walking in My Shoes 7. Stripped 8. Home 9. It Doesn't Matter Two 10. In Your Room 11. Nothing's Impossible 12. John the Revelator | Disco dos 1. I Feel You 2. Behind the Wheel 3. World in My Eyes 4. Personal Jesus 5. Enjoy the Silence 6. Shake the Disease 7. Photographic 8. Never Let Me Down Again |

### Moon & Stars,Locarno,Suiza
Concierto celebrado el 10 de julio de 2006.
Listado de canciones
| Disco uno 1. Intro 2. A Pain That I'm Used To 3. A Question of Time 4. Suffer Well 5. Precious 6. Walking in My Shoes 7. Stripped 8. Home 9. It Doesn't Matter Two 10. In Your Room 11. Nothing's Impossible 12. John the Revelator | Disco dos 1. I Feel You 2. Behind the Wheel 3. World in My Eyes 4. Personal Jesus 5. Enjoy the Silence 6. Leave in Silence 7. Photographic 8. Never Let Me Down Again |

### Waldbühne,Berlín,Alemania
Concierto celebrado el 12 de julio de 2006.
Listado de canciones
| Disco uno 1. Intro 2. A Pain That I'm Used To 3. A Question of Time 4. Suffer Well 5. Precious 6. Walking in My Shoes 7. Stripped 8. Home 9. Judas 10. In Your Room 11. John the Revelator 12. The Sinner in Me | Disco dos 1. I Feel You 2. Behind the Wheel 3. World in My Eyes 4. Personal Jesus 5. Enjoy the Silence 6. Shake the Disease 7. Just Can't Enough 8. Never Let Me Down Again |

Concierto celebrado el 13 de julio de 2006.
Listado de canciones
| Disco uno 1. Intro 2. A Pain That I'm Used To 3. A Question of Time 4. Suffer Well 5. Precious 6. Walking in My Shoes 7. Stripped 8. Home 9. It Doesn't Matter Two 10. In Your Room 11. Nothing's Impossible 12. John the Revelator | Disco dos 1. I Feel You 2. Behind the Wheel 3. World in My Eyes 4. Personal Jesus 5. Enjoy the Silence 6. Somebody 7. Photographic 8. Never Let Me Down Again |

### Festwiese Liepzig,Alemania
Concierto celebrado el 15 de julio de 2006.
Listado de canciones
| Disco uno 1. Intro 2. A Pain That I'm Used To 3. A Question of Time 4. Suffer Well 5. Precious 6. Walking in My Shoes 7. Stripped 8. Home 9. It Doesn't Matter Two 10. In Your Room 11. Nothing's Impossible 12. John the Revelator | Disco dos 1. I Feel You 2. Behind the Wheel 3. World in My Eyes 4. Personal Jesus 5. Enjoy the Silence 6. Somebody 7. Photographic 8. Never Let Me Down Again |

### Curva Olympico,Roma,Italia
Concierto celebrado el 17 de julio de 2006.
Listado de canciones
| Disco uno 1. Intro 2. A Pain That I'm Used To 3. A Question of Time 4. Suffer Well 5. Precious 6. Walking in My Shoes 7. Stripped 8. Home 9. It Doesn't Matter Two 10. In Your Room 11. Nothing's Impossible 12. John the Revelator | Disco dos 1. I Feel You 2. Behind the Wheel 3. World in My Eyes 4. Personal Jesus 5. Enjoy the Silence 6. Shake the Disease 7. Photographic 8. Never Let Me Down Again |

### Nyon Palea Festival,Nyon,Suiza
Concierto celebrado el 19 de julio de 2006.
Listado de canciones
| Disco uno 1. Intro 2. A Pain That I'm Used To 3. A Question of Time 4. Suffer Well 5. Precious 6. Walking in My Shoes 7. Stripped 8. Home 9. In Your Room 10. John the Revelator | Disco dos 1. I Feel You 2. Behind the Wheel 3. World in My Eyes 4. Personal Jesus 5. Enjoy the Silence 6. Leave in Silence 7. Photographic 8. Never Let Me Down Again |

### Antic Arena,Nimes,Francia
Concierto celebrado el 20 de julio de 2006.
Listado de canciones
| Disco uno 1. Intro 2. A Pain That I'm Used To 3. A Question of Time 4. Suffer Well 5. Precious 6. Walking in My Shoes 7. Stripped 8. Home 9. It Doesn't Matter Two 10. In Your Room 11. Nothing's Impossible 12. John the Revelator | Disco dos 1. I Feel You 2. Behind the Wheel 3. World in My Eyes 4. Personal Jesus 5. Enjoy the Silence 6. Leave in Silence 7. Photographic 8. Never Let Me Down Again |

### Estadio Anoeta deSan Sebastián,España
Concierto celebrado el 22 de julio de 2006. Fue el día del cumpleaños 45 de Martin Gore, y en el concierto lo celebraron cantándole un Happy Birthday.
Listado de canciones
| Disco uno 1. Intro 2. A Pain That I'm Used To 3. A Question of Time 4. Suffer Well 5. Precious 6. Walking in My Shoes 7. Stripped 8. Home 9. It Doesn't Matter Two 10. In Your Room 11. Nothing's Impossible 12. John the Revelator | Disco dos 1. I Feel You 2. Behind the Wheel 3. World in My Eyes 4. Personal Jesus 5. Enjoy the Silence 6. Somebody 7. Happy Birthday Martin 8. Photographic 9. Never Let Me Down Again |

### Torrevieja Parque Antonio Soria,Alicante,España
Concierto celebrado el 25 de julio de 2006.
Listado de canciones
| Disco uno 1. Intro 2. A Pain That I'm Used To 3. A Question of Time 4. Suffer Well 5. Precious 6. Walking in My Shoes 7. Stripped 8. Home 9. In Your Room 10. John the Revelator | Disco dos 1. I Feel You 2. Behind the Wheel 3. World in My Eyes 4. Personal Jesus 5. Enjoy the Silence 6. Shake the Disease 7. Photographic 8. Never Let Me Down Again |

### Plaza de toros,Granada,España
Concierto celebrado el 26 de julio de 2006.
Listado de canciones
| Disco uno 1. Intro 2. A Pain That I'm Used To 3. A Question of Time 4. Suffer Well 5. Precious 6. Walking in My Shoes 7. Stripped 8. Home 9. In Your Room 10. John the Revelator | Disco dos 1. I Feel You 2. Behind the Wheel 3. World in My Eyes 4. Personal Jesus 5. Enjoy the Silence 6. Leave in Silence 7. Photographic 8. Never Let Me Down Again |

### Kurucesme Arena, Bosphorous Park,Estambul,Turquía
Concierto celebrado el 30 de julio de 2006.
Listado de canciones
| Disco uno 1. Intro 2. A Pain That I'm Used To 3. A Question of Time 4. Suffer Well 5. Precious 6. Walking in My Shoes 7. Stripped 8. Home 9. It Doesn't Matter Two 10. In Your Room 11. John the Revelator | Disco dos 1. I Feel You 2. Behind the Wheel 3. World in My Eyes 4. Personal Jesus 5. Enjoy the Silence 6. Leave in Silence 7. Photographic 8. Never Let Me Down Again |

### Terra Vibe,Atenas,Grecia
Concierto celebrado el 1 de agosto de 2006.
Listado de canciones
| Disco uno 1. Intro 2. A Pain That I'm Used To 3. A Question of Time 4. Suffer Well 5. Precious 6. Walking in My Shoes 7. Stripped 8. Home 9. It Doesn't Matter Two 10. In Your Room 11. John the Revelator | Disco dos 1. I Feel You 2. Behind the Wheel 3. World in My Eyes 4. Personal Jesus 5. Enjoy the Silence 6. Shake the Disease 7. Photographic 8. Never Let Me Down Again |

## Datos
La empresa Live Here Now está asentada en Inglaterra, y ya había hecho lo mismo con otros artistas como el especialista en música electrónica Moby, el grupo pionero de synthpop Heaven 17, el dueto producido por Andy Fletcher, Client, y en dos ocasiones con el dueto Erasure de quien también fuera un Depeche Mode, Vince Clarke. La diferencia, es que en esos casos únicamente se ha grabado un concierto de los mencionados músicos, mientras con Depeche Mode por primera vez fueron casi cincuenta las presentaciones capturadas, una tercera parte de su gira Touring the Angel.
De la misma gira Touring the Angel, y que también aparece en la serie Recording the Angel, el concierto celebrado el día 4 de junio de 2006 en Nürburgring, Alemania, correspondiente al festival Rock am Ring, fue grabado, pero en versión audiovisual, por el canal norteamericano MTV y la televisión alemana.
Para la siguiente gira de DM, Tour of the Universe del álbum Sounds of the Universe, se repitió la mecánica grabando cuarenta y siete conciertos bajo el nombre genérico Recording the Universe.